# Aesica
Aesica (moderním jménem Great Chesters) byla římská pevnost, která ležela téměř 2,5 kilometru na sever od městečka Haltwhistle, v hrabství Northumberland v Anglii. Šlo o devátou pevnost Hadriánova valu; nacházela se mezi pevnostmi Vercovicium (Housesteads) na východě a Magnis (Carvoran) na západě. Jejím posláním bylo střežit Caw Gap, místo, kde řeka Haltwhistle Burn prochází valem. Tzv. Military Road (moderní silnice B6318) vede zhruba 600 metrů jižně od pevnosti.

## Popis
Pevnost byla pravděpodobně dokončena v roce 128. Na rozdíl od jiných pevností Hadriánova valu, které vyčnívají za něj, je Aesica umístěna celá při jeho jižní straně. Bývá srovnávána s pevností Housesteads. Obě měly tvar obdélníku a stály těsně u Hadriánova valu, ale nebyly zabudované přímo v něm, na rozdíl od většiny ostatních.

### Rozměry

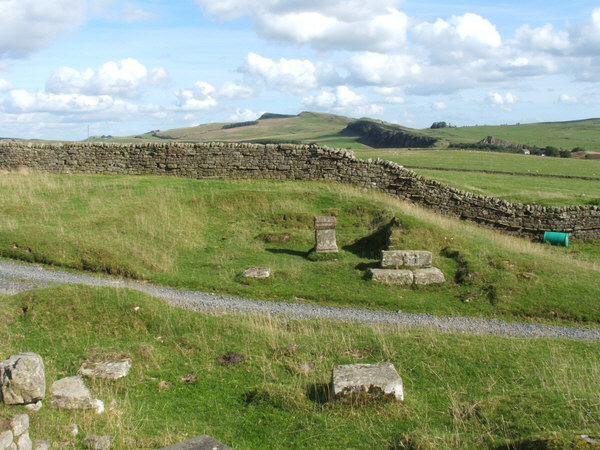
Aesica, jižní brána

Pevnost měřila 108,2 m od severu k jihu a 128 metrů z východu na západ. Podobnou šíři měly i pevnosti Carrawburgh (111,70 m), Housesteads (111,86 m); pevnost Great Chesters byla pravděpodobně postavena krátce po posledně jmenované.
Zaujímala poměrně malou plochu 12 000 metrů čtverečních (tři akry proti pěti pevnosti Housesteads). Byla postavena na pozůstatcích pevnosti na 43. míli valu (Milecastle 43). Výstavba proběhla po rozhodnutí změnit třímetrovou šíři valu na 2,1 metru, i když široké základy byly připraveny.

### Opevnění, brány a cesty

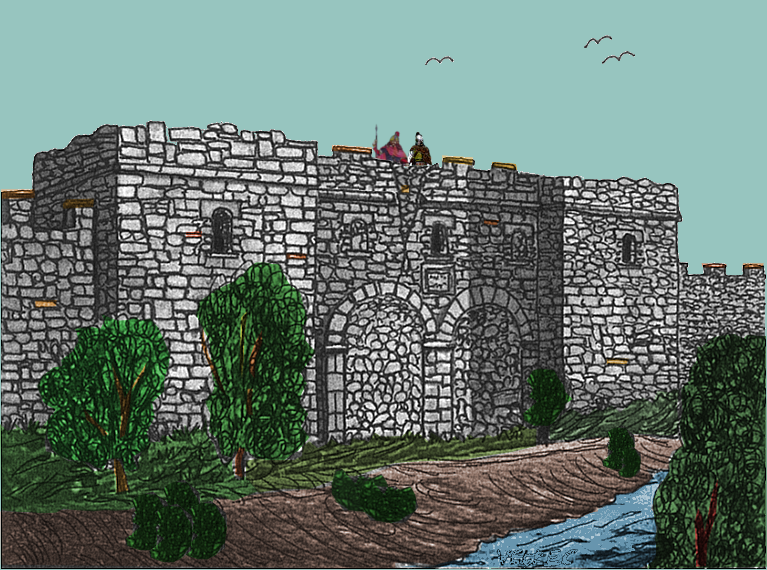
Umělcova představa o podobě západní brány ve 4. století, pohled ze severozápadu

Dalším důkazem pozdější výstavby je val s příkopem opatřený palisádou (vallum), jehož průběh pevnost přerušila. Na východní straně pevnosti byly čtyři příkopy. Pozoruhodný je kamenný oltář, jediný originální, který v Hadriánově valu zůstal na původním místě. Val vedl v nevelké vzdálenosti na jih od pevnosti a procházela jím cesta od jižní brány k silnici Stanegate.
Pevnost měla jen tři hlavní brány; jižní, východní a západní, s dvojitými portály s věžemi. Svého času byla západní brána zastavěna. Její šířka činila 3,080 až 3,240 m. Hlavní vstup do pevnosti byl z východní strany, na rozdíl od většiny pevností ve valu, které ho měly na sever, ve směru očekávaného útoku.
V každém rohu pevnosti se tyčily věže. Military Road vstupovala do pevnosti východní branou a vycházela z ní branou západní. Odbočka od římské silnice Stanegate vedla dovnitř jižní branou.

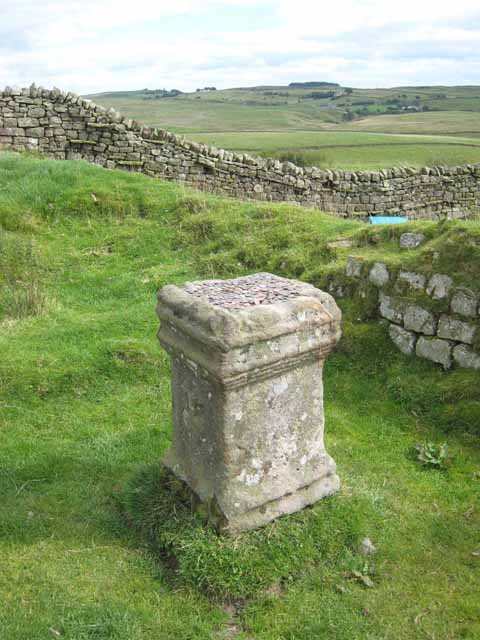
Jediný římský oltář, který se u Hadriánova valu zachoval na původním místě

### Akvadukt, vicus
Pevnost zásoboval vodou akvadukt o délce 10 kilometrů, který začínal u pramene řeky Haltwhistle Burn severně od Hadriánova valu.
Na jih a na východ od pevnosti ležel vicus a bylo zde nalezeno několik starověkých náhrobků.
V severovýchodním rohu pevnosti nyní stojí budovy rozsáhlé farmy, která se rozkládá i na místě Hadriánova valu.

## Legie

### Legie, které pevnost stavěly
Legio II Augusta, která pravděpodobně postavila o něco dříve pevnost Housesteads, později vybudovala část pevnosti Great Chesters. Podobnost některých rysů pevností Great Chesters a Chesters, například téměř totožná šíře bran, ukazuje, že se na jejich stavbě také do jisté míry podílela legie Legio VI Victrix.

### Posádka

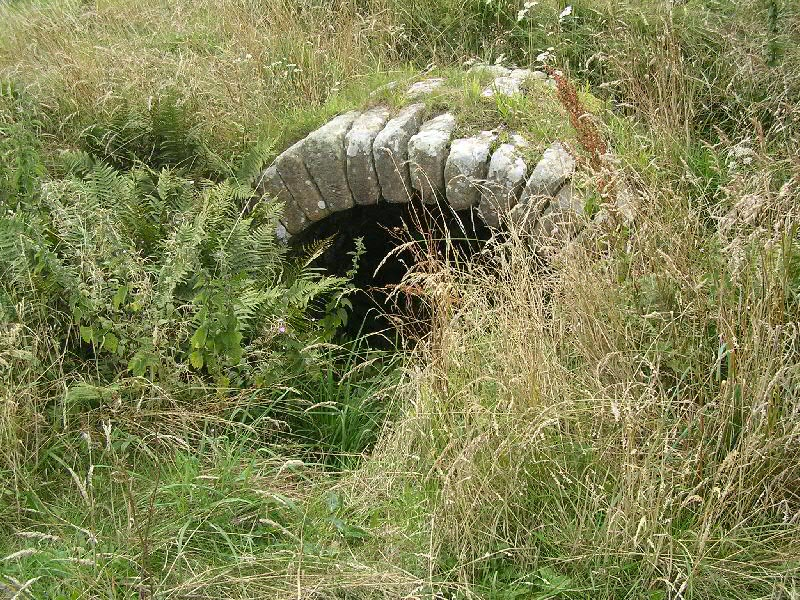
Klenba podzemní místnosti budovy velitelství (principia)

Posádku tvořila pěchota. Ve 2. století zde měla základnu Šestá kohorta Nerviů a po ní Šestá kohorta Raetů. Ve 3. století to byla Druhá kohorta Asturů s jednotkou Raetů (Raeti Gaeseti).

## Archeologický výzkum

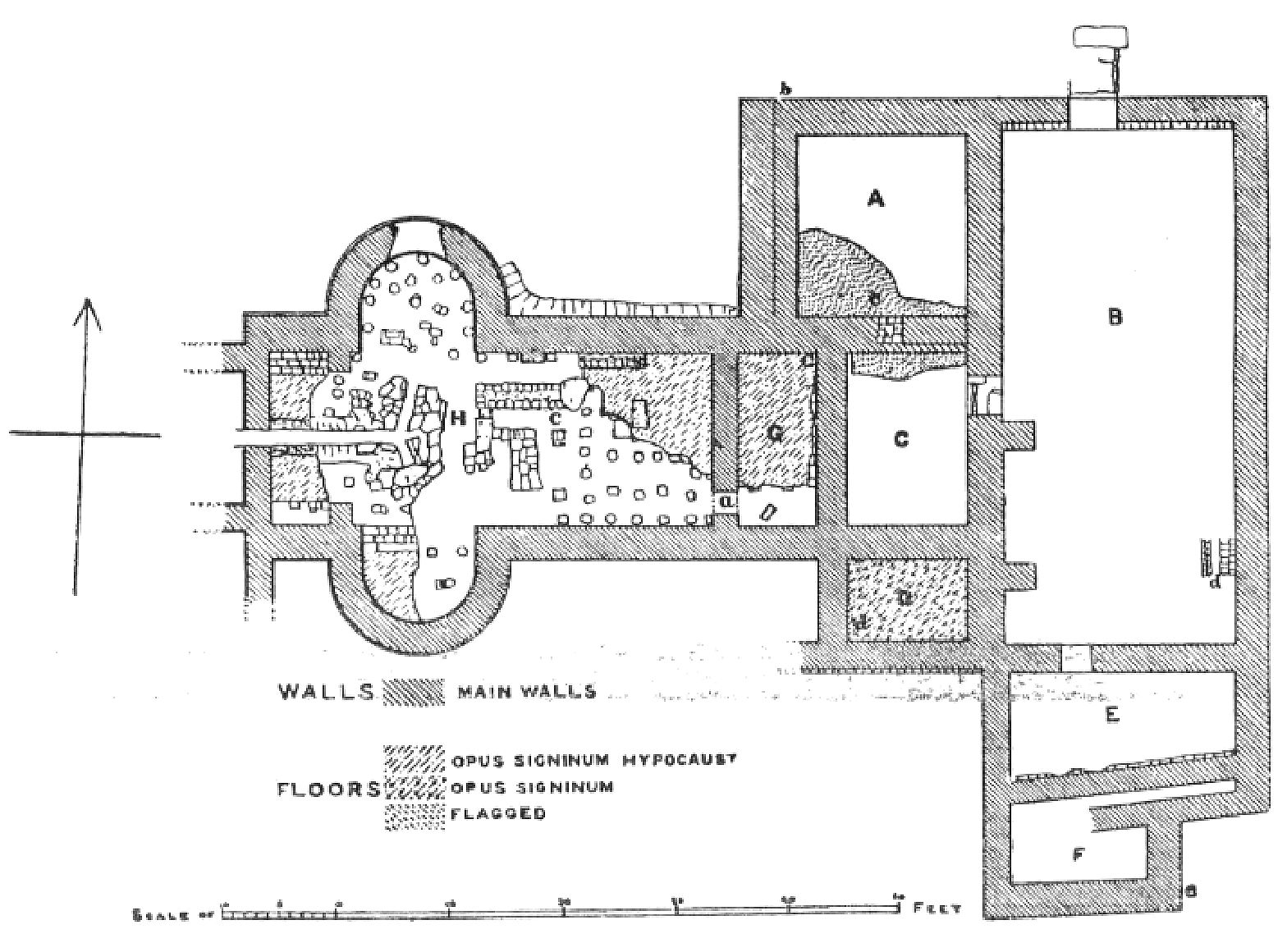
Plán římských lázní v pevnosti Aesica

Výzkum začal před koncem 19. století. V roce 1894 bylo vykopáno opevnění. V západní věži jižní brány se našlo velké množství šperků, včetně smaltované brože ve tvaru zajíce, pozlacená bronzová brož, pokládaná za mistrovské dílo keltského umění, stříbrný límec s přívěskem, zlatý prsten a bronzový prsten s gnostickým klenotem. Při těchto pracích byla částečně odkryta budova velitelství (principia). Na jihozápad od ní byl nalezen kasárenský blok.
V roce 1897 J. P. Gibson kopal v západní části pevnosti. V roce 1897 byly 91 metrů na jih objeveny lázně, na východ od odbočky vedoucí k silnici Stanegate. Měly šatnu, latrínu, bazény se studenou i teplou vodou.
Další práce probíhaly ve 20. a 30. letech 20. století.